# 김성호 (영화 감독)
김성호(1970년 1월 9일 ~ )는 대한민국의 영화 감독이자 텔레비전 드라마 연출 감독이다.

## 영화
- 1999년 영화 《아이 더 아이》 ... 감독&각본&촬영&제작&편집
- 2000년 영화 《홈 비디오》 ... 각본&감독&편집
- 2001년 영화 《미아》 ... 촬영&편집
- 2003년 영화 《거울 속으로》 ... 각본&감독
- 2006년 영화 《눈부신 하루》 ... 공동감독&각본&프로듀서&제작&편집
- 2007년 영화 《검은 집》 ... 각색
- 2007년 영화 《판타스틱 자살소동》 ... 감독&각본
- 2008년 영화 《미러》 ... 원작자
- 2009년 영화 《황금시대》 ... 공동감독
- 2009년 영화 《영화, 한국을 만나다》 ... 공동감독
- 2010년 영화 《그녀에게》 ... 감독&각본
- 2012년 영화 《화이팅 패밀리》 ... 감독&프로듀서&각본
- 2012년 영화 《가족시네마》 ... 공동감독
- 2012년 영화 《가족시네마 - 인 굿 컴퍼니》 ... 감독
- 2012년 영화 《무서운 이야기 2》 ... 공동감독
- 2013년 영화 《개를 훔치는 완벽한 방법》 ... 각본&감독
- 2015년 영화 《고경괴담 2》 ... 감독
- 2018년 영화 《엄마의 공책》 ... 각색&감독

## 드라마
- 2021년 넷플릭스 오리지널 드라마 《무브 투 헤븐: 나는 유품정리사입니다》 ... 연출
- 2022년 KBS2 수목 미니시리즈 《진검승부》 ... 공동연출

## 저서
- 2011년 저서 《필름메이커의 눈》 - 영화적 화면 구성의 규칙 세우기 그리고 깨기 ... 번역
- 2019년 저서 《영화학개론》 ... 공동번역
- 2020년 저서 《필름메이커의 렌즈》 ... 번역
- 2021년 저서 《극작의 기술》 ... 번역